# Iglesia de Maxula-Radès
La Iglesia de Maxula-Radès (en francés: Église de Maxula-Radès) situada en la ciudad de Radès en Túnez, es una iglesia católica construida en 1911 en la época del Protectorado francés. Cedida al gobierno tunecino en 1964, actualmente está abandonada.

## Primeros edificios
A finales del siglo XIX, la presencia de un orfanato dirigido por monjas franciscanas italianas procedentes de Egipto permitió a los cristianos reunirse para rezar. El traslado de las monjas a Túnez hizo indispensable la creación de un lugar de culto permanente en una ciudad que vio aumentar considerablemente su población a medida que se construían y ocupaban nuevas villas durante el verano, y que nuevos habitantes acudían a la ciudad, animados por la instalación de dos internados. La parroquia de Radès se creó en 1900.
Se construyó una capilla provisional totalmente de metal. Este material de construcción tan especial hacía que «en invierno estuviera helada y en verano fuera un horno».

## Historia de la iglesia durante el protectorado

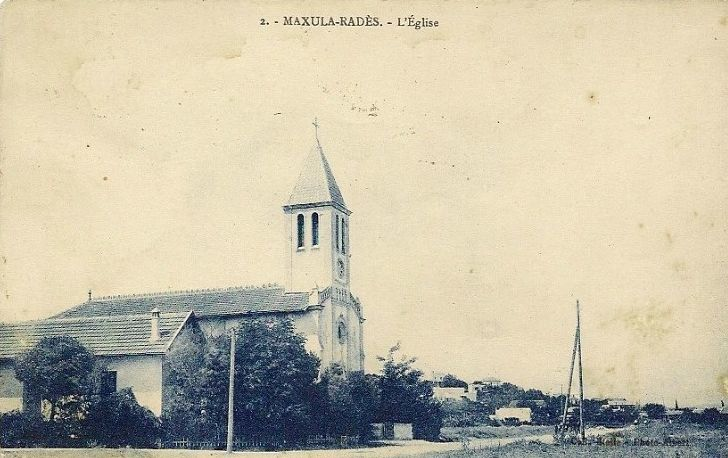
Vista de la iglesia en la década de 1920.

Los esfuerzos para construir un lugar de culto permanente comenzaron en 1900, cuando el consejo municipal de Maxula-Radès solicitó al gobierno del protectorado una subvención para adquirir terrenos y construir una iglesia. En su respuesta de 15 de noviembre de 1900, la secretaría general del gobierno señala que, en nombre de la separación de la Iglesia y el Estado, este último no puede subvencionar la construcción de un edificio religioso. En cuanto al terreno, el Departamento de Agricultura, consultado con vistas a la venta de un terreno, respondió que «el Estado no posee ningún terreno en Radès que pueda servir para construir una iglesia y un presbiterio». El arzobispo de Cartago, Monseñor Clément Combes, no tuvo más remedio que comprar un terreno de 1010 m2 por 1515 francos a dos particulares, la Sra. Foin y Miraude.
El abad Martin, párroco de Hammam Lif, elaboró los planos del edificio con la ayuda de un contratista, M. Nicolas. El presupuesto de construcción ascendió a 19 460 francos, de los que 13500 fueron financiados por el arzobispado de Cartago, y el resto procedió de donativos de los fieles. La iglesia se inauguró en 1911 y se celebró en el periódico diocesano:
```

```

La iglesia está situada a igual distancia de la colina donde se elevan tantos chalet agraciados y de la llanura donde, entre jardines eternamente floridos, se esconden escuelas y villas francesas. El campanario dominará la verde campiña donde la Bône-Guelma serpentea entre viñedos y la bonita playa donde los bañistas acuden en busca de frescor y salud

| Año  | Bautismos | Matrimonios | Entierros |
| ---- | --------- | ----------- | --------- |
| 1900 | 12        | 1           | 0         |
| 1910 | 14        | 3           | 1         |
| 1920 | 31        | 8           | 9         |
| 1930 | 49        | 8           | 24        |
| 1940 | 48        | 11          | 17        |
| 1950 | 62        | 15          | 16        |
| 1960 | 6         | 2           | 4         |

## El edificio después de la independencia
La independencia de Túnez en 1956 provocó la marcha de la mayoría de los europeos. La iglesia se cerró definitivamente en virtud del modus vivendi firmado entre el gobierno tunecino y el Vaticano el 10 de julio de 1964. El edificio fue cedido gratuitamente con la garantía de que solo se utilizaría para fines públicos compatibles con su antigua finalidad. Posteriormente fue abandonado.
En el marco de un proyecto de transformación en centro cultural, las obras comenzaron en septiembre de 2022 antes de interrumpirse en diciembre debido al descubrimiento de cisternas púnicas que estaban siendo excavadas por el Instituto Nacional del Patrimonio  de Túnez (INP). El 5 de junio de 2023, se firmó un acuerdo de cooperación entre el INP y el centro nacional de investigación arqueológica de China para estudiar los hallazgos arqueológicos, publicar los resultados de la investigación y mantener, desarrollar y conservar el yacimiento.

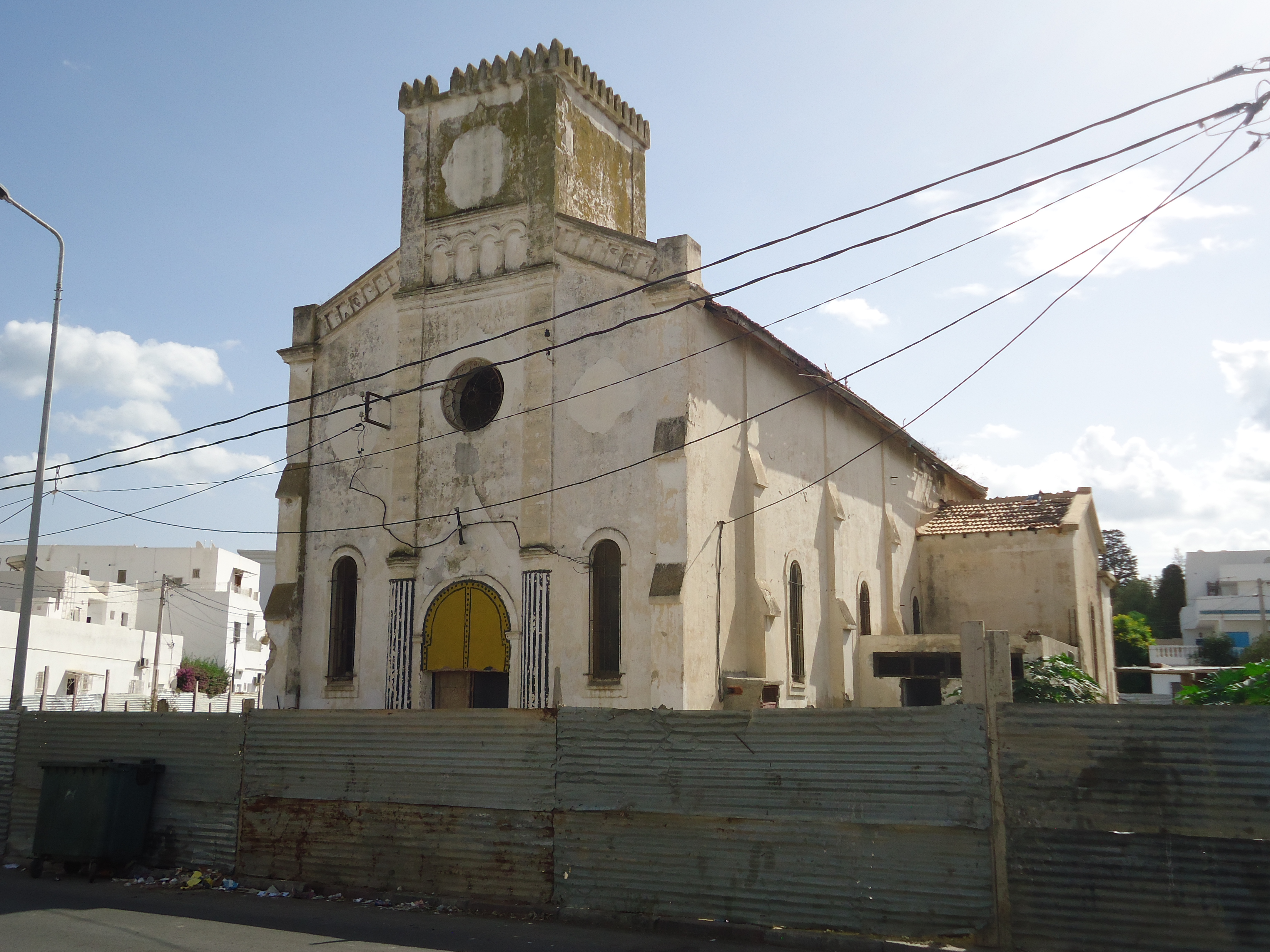
Entrada principal.
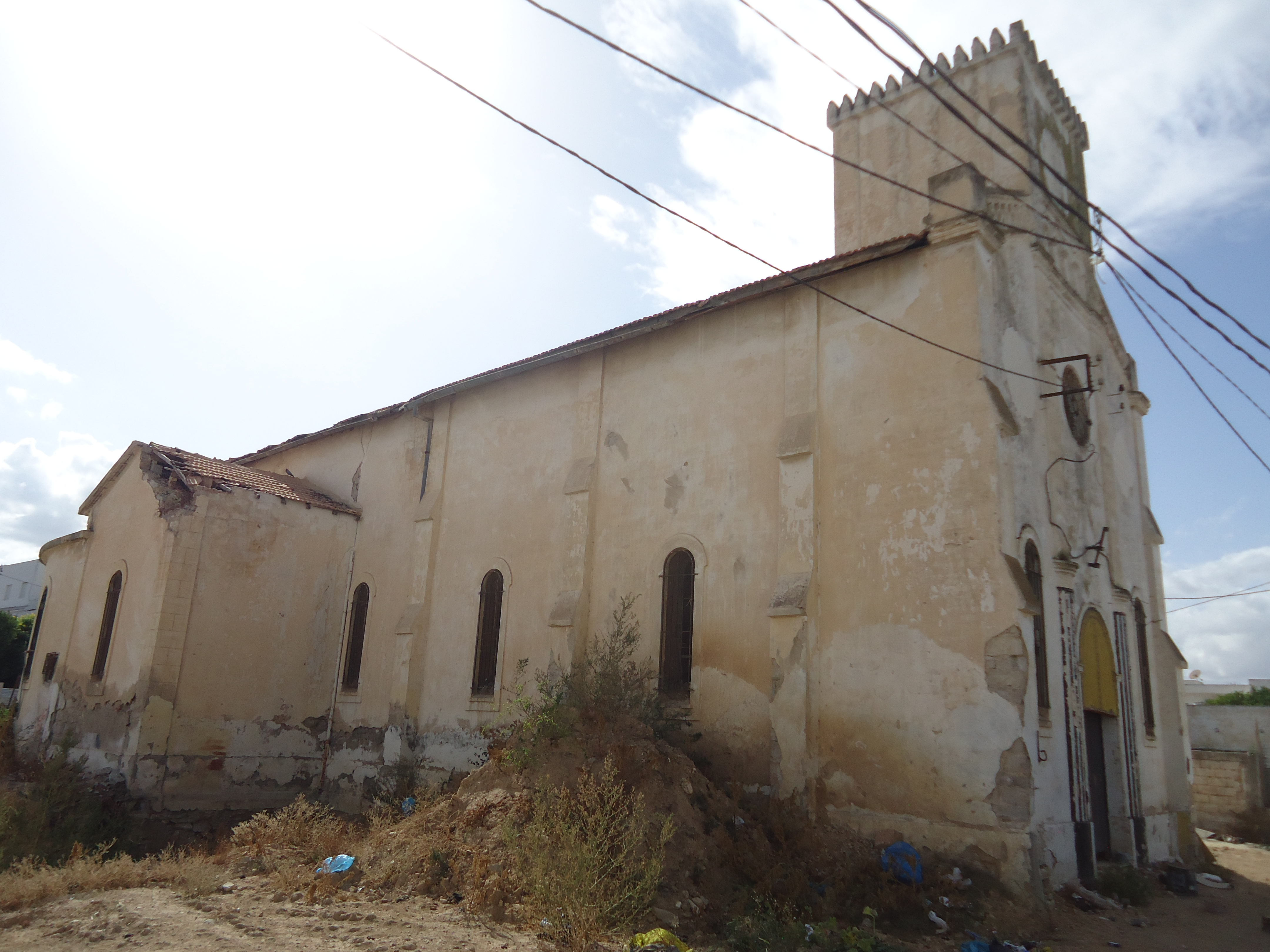
Lado este.
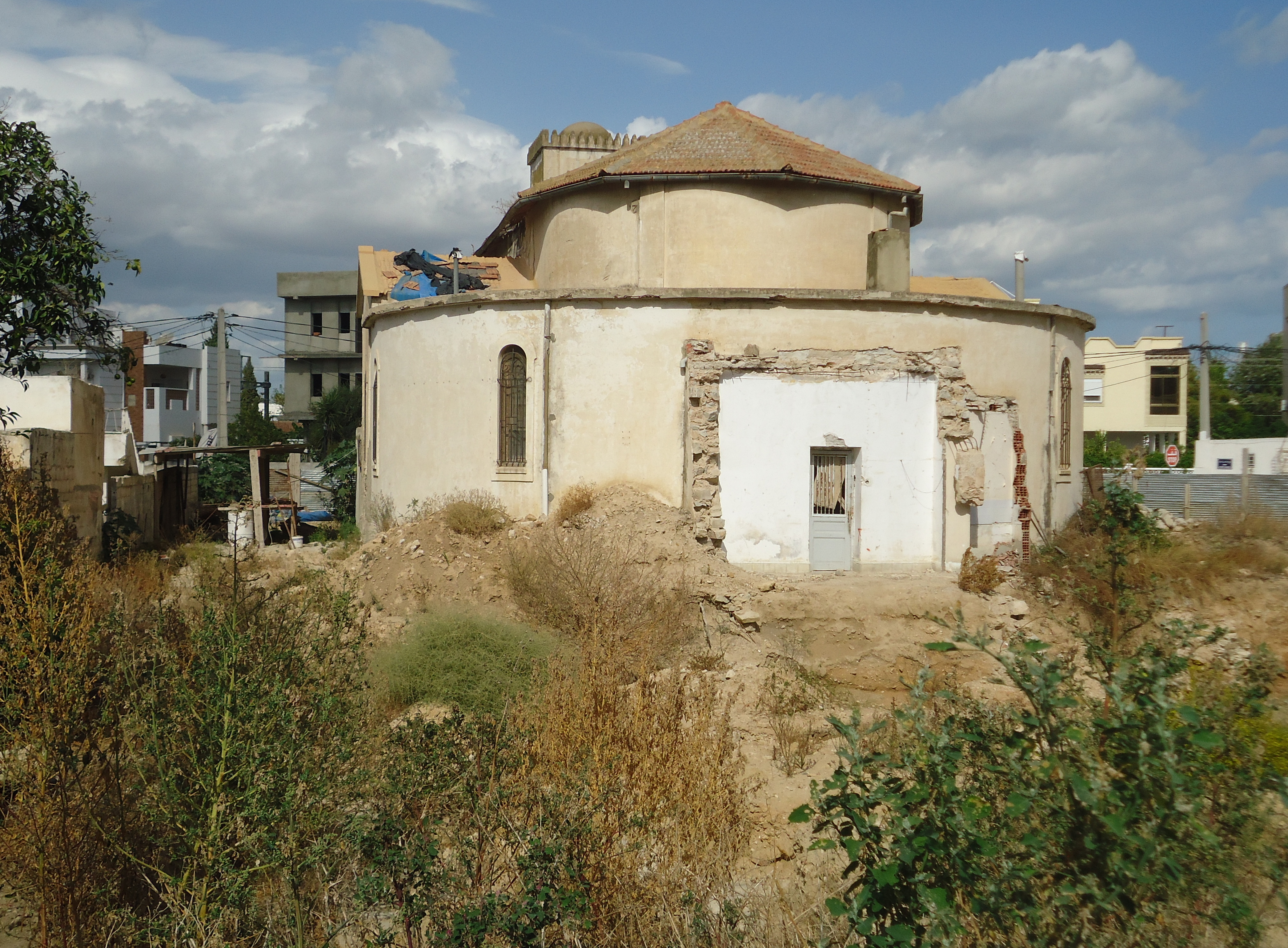
Lado sur.